# Javier Paxariño
Javier Paxariño (Granada, 1953) es un músico y compositor español especialista en instrumentos de viento.

## Biografía
Estudió en la Academia de Música de Málaga. En la década de 1970 se especializó en jazz y rock. A finales de la década, fundó el Cuarteto de Jazz Onice y comenzó a tocar diversas flautas étnicas de la región mediterránea.  Está considerado como uno de los pioneros de la música de fusión.
Ha realizado proyectos musicales propios y colaboraciones con otros artistas. Desde 1980 ha actuado en diversas formaciones en directo de jazz fusión y música latina, por ejemplo con Kirk Lightsey, Fred Lipsius y Gerry Niewood. Como músico de estudio trabajó con Ana Belén, Kevin Ayers, Miguel Ríos, Joaquín Sabina y Alberto Iglesias.
Desde su álbum debut, Espacio Interior (1988), que también presentó en el Festival de Jazz de Madrid, ha sido reconocido por la crítica como un músico destacado por su sonido original y personal. Su segundo álbum, Pangea, se publicó en 1992 y tuvo una acogida entusiasta de la crítica y el público en España.  Desde 1992 Paxariño actuó como solista en la banda de músicas del mundo Radio Tarifa. Su tercer álbum, Temurá, fue publicado en 1994 en coproducción internacional con Glen Velez. En 1998 sacó Tribus Hispanas con Eliseo Parra y fue celebrado por la ciudad de Madrid como el mejor disco del año. 
Su disco Ouroboros, publicado en 2002, fue designado como mejor disco de Nuevas Músicas en los Premios de la Música de 2004.
Siguieron otros álbumes con su trío y también con Hozan Yamamoto.
Participó como colaborador en las bandas sonoras de las películas El jardinero fiel  (2005), En el corazón del mar (2015), 3 metros sobre el cielo (2010), Exodus: Dioses y reyes (2014) y  Katmandú, un espejo en el cielo. 

## Discografía
- Espacio Interior. (Grabaciones Accidentales. 1988)
- Pangea. (Música Sin-Fin. 1992)

- Temurá (Nuba/ ACT 1994, con Glen Velez, Pablo Guerrero, Andreas Prittwitz, Baldo Martínez, Tino di Geraldo, Suso Saiz, J. Carlos de Mulder, Eduardo Laguillo, Christian Ifrim, Chano Domínguez, Alberto Iglesias, Rogerio de Souza, Pedro Estevan, Dimitris Psonis)
- Perihelion (Nuba-Karonte. 1996)
- Tribus Hispanas (Música Sin Fin 1998) (Con Eliseo Parra, Javier Paxariño & Juan Alberto Arteche)
- Otoño (Nuba 1998) (Con Hozan Yamamoto y Chano Domínguez)
- Ouroboros (52 pm. 2002)
- Romper el Muro-Casser le Mur. (Delicias Discográficas 2010)
- En la sombra de la Utopía. (Mandala Ediciones. 2011) (Con Luis Delgado y Javier Bergia)
- Dagas de fuego sobre el laberinto (Ícarus. 2014)
- Raíces y Alas. (Ícarus. 2019)